# Utiskani
Utiskani falu Horvátországban Belovár-Bilogora megyében. Közigazgatásilag Ivanskához tartozik.

## Fekvése
Belovártól légvonalban 11, közúton 13 km-re délre, községközpontjától 3 km-re északra, Ivanska és Paljevine között fekszik.

## Története
A falut a  török kiűzése után a 17. század közepén részben katolikus horvát, részben pravoszláv szerb lakossággal telepítették be. 1774-ben az első katonai felmérés térképén „Dorf Utiszkanj” néven szerepel. A Horvát határőrvidék részeként a Kőrösi ezredhez tartozott. Lipszky János 1808-ban Budán kiadott repertóriumában „Utiszkani” a neve.  
Nagy Lajos 1829-ben kiadott művében ugyancsak „Utiszkani” néven 29 házzal, 64 katolikus és 64 ortodox vallású lakossal találjuk. A település 1809 és 1813 között francia uralom alatt állt. 
A katonai közigazgatás megszüntetése után Magyar Királyságon belül Horvátország része, Belovár-Kőrös vármegye Belovári járásának része lett. A településnek 1857-ben 187, 1910-ben 251 lakosa volt. 1918-ban az új szerb-horvát-szlovén állam, majd később Jugoszlávia része lett. 1941 és 1945 között a németbarát Független Horvát Államhoz, majd a háború után a szocialista Jugoszláviához tartozott. A háború után a fiatalok elvándorlása miatt lakossága folyamatosan csökkent. 1991-től a független Horvátország része. 1991-ben lakosságának 95%-a horvát, 5%-a szerb nemzetiségű volt. A délszláv háború idején mindvégig horvát kézen maradt. 1993 óta az önálló Ivanska község része, azelőtt Csázma községhez tartozott. 2011-ben a településnek 187 lakosa volt.

## Lakossága
| Lakosság változása | Lakosság változása | Lakosság változása | Lakosság változása | Lakosság változása | Lakosság változása | Lakosság változása | Lakosság változása | Lakosság változása | Lakosság változása | Lakosság változása | Lakosság változása | Lakosság változása | Lakosság változása | Lakosság változása | Lakosság változása |
| ------------------ | ------------------ | ------------------ | ------------------ | ------------------ | ------------------ | ------------------ | ------------------ | ------------------ | ------------------ | ------------------ | ------------------ | ------------------ | ------------------ | ------------------ | ------------------ |
| 1857               | 1869               | 1880               | 1890               | 1900               | 1910               | 1921               | 1931               | 1948               | 1953               | 1961               | 1971               | 1981               | 1991               | 2001               | 2011               |
| 187                | 134                | 135                | 196                | 251                | 251                | 272                | 300                | 310                | 311                | 305                | 262                | 243                | 238                | 203                | 187                |

## Nevezetességei
A településen él és alkot Marija Đuričić, aki kézimunkával, hagyományos szövőszéken készített szőtteseiről nevezetes.

## Gazdaság
Itt található az Ivanskai erdőgazdaság egyik csemetekertje és az Agromehanika mezőgazdasági gépeket forgamazó vállalat értékesítő telepe.

## Sport
A faluban található az NK Ivanska labdarúgóklub sportpályája.